# Theodoros Theodoridis
Theodoros Theodoridis (griechisch Θεόδωρος Θεοδωρίδης, * 1. August 1965 in Athen) ist ein griechischer Fußballfunktionär.
Im März 2016 wurde Theodoridis als Ersatz für Gianni Infantino zum vorläufigen Generalsekretär der UEFA ernannt. Dies wurde im September dauerhaft, als der derzeitige Präsident Aleksander Čeferin gewählt wurde. Bevor er Generalsekretär wurde, war er stellvertretender UEFA-Generalsekretär.
Vor seinem Wechsel zur UEFA war Theodoridis Vorstandsmitglied des Elliniki Podosferiki Omospondia (EPO).